# ترید دابلر
ترید دابلر (انگلیسی: Tradedoubler) شرکت تبلیغات سوئدی است، که در سال ۱۹۹۹ تأسیس شد.